# Berneuil (Somme)
Pour les articles homonymes, voir Berneuil.
Berneuil est une commune française située dans le département de la Somme en région Hauts-de-France.

## Géographie

### Localisation
Berneuil est un village picard situé entre Ponthieu et Amiénois.
Limitrophe de Domart-en-Ponthieu,  la commune est située à 4 km au sud de Bernaville, 14 km au sud-ouest de Doullens, 24 km à l'est d'Abbeville, 24 km au nord-ouest d'Amiens et à 48 km au sud-ouest d'Arras à vol d'oiseau.
Le territoire de la commune est limitrophe de ceux de six communes.
Les communes limitrophes sont Domart-en-Ponthieu, Gorges, Lanches-Saint-Hilaire, Fieffes-Montrelet, Pernois et Saint-Léger-lès-Domart.

### Hydrographie
La commune est située dans le bassin Artois-Picardie. Elle n'est drainée par aucun cours d'eau.

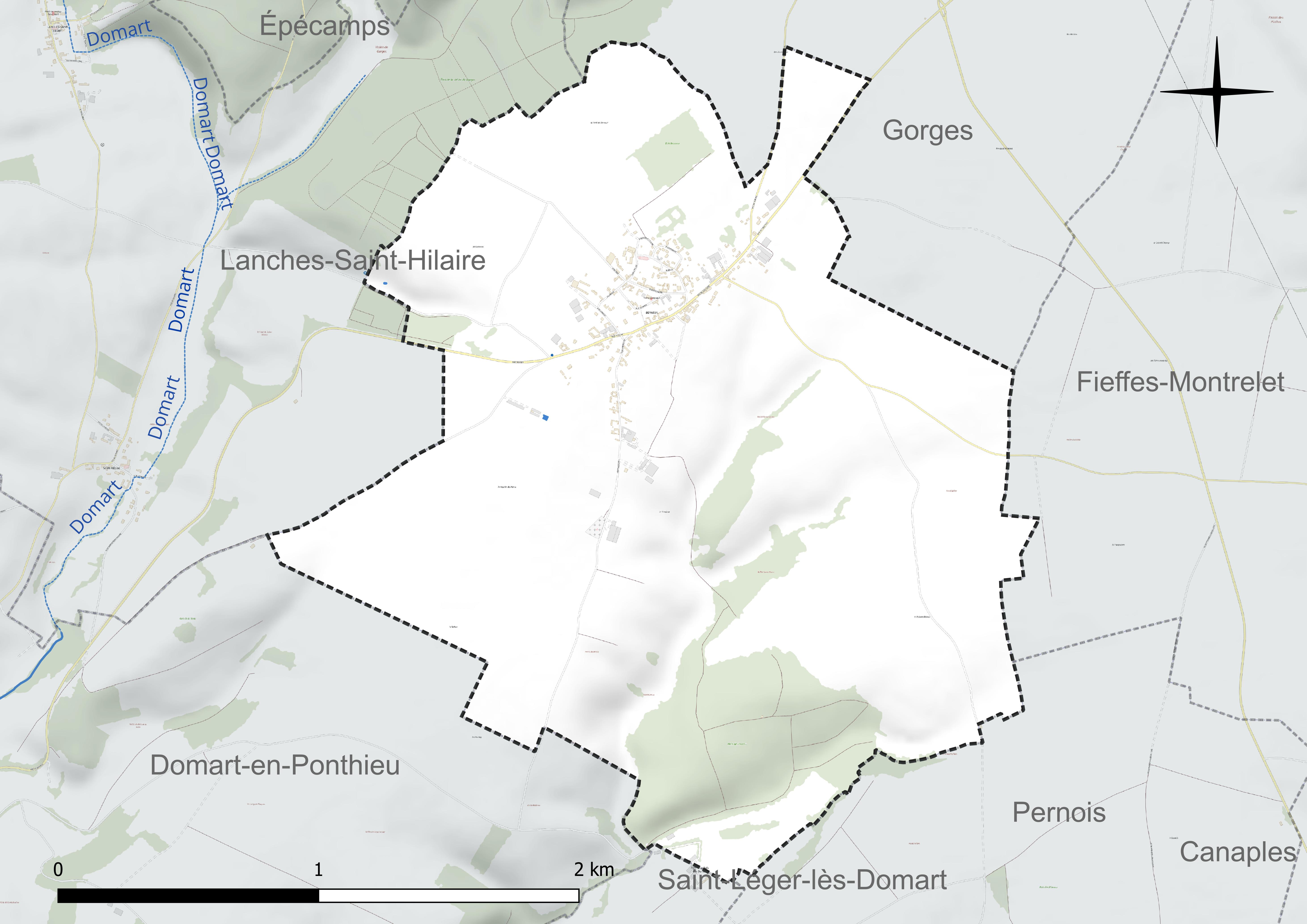
Réseau hydrographique de Berneuil.

### Climat
Pour des articles plus généraux, voir Climat des Hauts-de-France et Climat de la Somme.
En 2010, le climat de la commune est de type climat des marges montargnardes, selon une étude du CNRS s'appuyant sur une série de données couvrant la période 1971-2000. En 2020, Météo-France publie une typologie des climats de la France métropolitaine dans laquelle la commune est exposée à un climat océanique et est dans la région climatique Côtes de la Manche orientale, caractérisée par un faible ensoleillement (1 550 h/an) ; forte humidité de l'air (plus de 20 h/jour avec humidité relative > 80 % en hiver), vents forts fréquents.
Pour la période 1971-2000, la température annuelle moyenne est de 9,9 °C, avec une amplitude thermique annuelle de 13,6 °C. Le cumul annuel moyen de précipitations est de 857 mm, avec 12,6 jours de précipitations en janvier et 9,4 jours en juillet. Pour la période 1991-2020, la température moyenne annuelle observée sur la station météorologique la plus proche, située sur la commune de Bernaville à 4 km à vol d'oiseau, est de 10,4 °C et le cumul annuel moyen de précipitations est de 877,3 mm,. Pour l'avenir, les paramètres climatiques de la commune estimés pour 2050 selon différents scénarios d'émission de gaz à effet de serre sont consultables sur un site dédié publié par Météo-France en novembre 2022.
| Mois                                  | jan.           | fév.             | mars           | avril           | mai             | juin           | jui.           | août          | sep.          | oct.          | nov.          | déc.          | année      |
| ------------------------------------- | -------------- | ---------------- | -------------- | --------------- | --------------- | -------------- | -------------- | ------------- | ------------- | ------------- | ------------- | ------------- | ---------- |
| Température minimale moyenne (°C)     | 1,3            | 1,4              | 3,3            | 4,9             | 8,1             | 10,8           | 12,7           | 13            | 10,6          | 7,9           | 4,5           | 1,9           | 6,7        |
| Température moyenne (°C)              | 3,7            | 4,1              | 6,8            | 9,4             | 12,6            | 15,4           | 17,6           | 17,8          | 14,9          | 11,2          | 7,1           | 4,2           | 10,4       |
| Température maximale moyenne (°C)     | 6              | 6,9              | 10,3           | 13,9            | 17,1            | 20             | 22,4           | 22,6          | 19,3          | 14,6          | 9,7           | 6,4           | 14,1       |
| Record de froid (°C) date du record   | −13,2 16.01.13 | −13,5 07.02.1991 | −11,3 04.03.05 | −4,1 02.04.1996 | −0,7 07.05.1997 | 1,4 05.06.1991 | 5,2 04.07.1990 | 5 08.08.1990  | 2 24.09.03    | −4,5 24.10.03 | −8 23.11.1998 | −13 18.12.10  | −13,5 1991 |
| Record de chaleur (°C) date du record | 15 09.01.15    | 17,6 26.02.19    | 22,6 31.03.21  | 24,9 28.04.07   | 28,7 13.05.1998 | 33,9 27.06.11  | 40,8 25.07.19  | 37,2 10.08.03 | 32,1 09.09.23 | 28,9 01.10.11 | 19,5 07.11.15 | 15,7 07.12.00 | 40,8 2019  |
| Précipitations (mm)                   | 72,9           | 63,6             | 66,6           | 53,8            | 64,5            | 61,2           | 72,9           | 79            | 66            | 82,5          | 91,8          | 102,5         | 877,3      |

## Urbanisme

### Typologie
Au 1er janvier 2024, Berneuil est catégorisée commune rurale à habitat dispersé, selon la nouvelle grille communale de densité à sept niveaux définie par l'Insee en 2022.
Elle est située hors unité urbaine. Par ailleurs la commune fait partie de l'aire d'attraction d'Amiens, dont elle est une commune de la couronne,. Cette aire, qui regroupe 369 communes, est catégorisée dans les aires de 200 000 à moins de 700 000 habitants,.

### Occupation des sols
L'occupation des sols de la commune, telle qu'elle ressort de la base de données européenne d'occupation biophysique des sols Corine Land Cover (CLC), est marquée par l'importance des territoires agricoles (83,8 % en 2018), une proportion identique à celle de 1990 (83,8 %). La répartition détaillée en 2018 est la suivante : 
terres arables (57 %), prairies (26,9 %), forêts (10,4 %), zones urbanisées (5,7 %). L'évolution de l'occupation des sols de la commune et de ses infrastructures peut être observée sur les différentes représentations cartographiques du territoire : la carte de Cassini (XVIIIe siècle), la carte d'état-major (1820-1866) et les cartes ou photos aériennes de l'IGN pour la période actuelle (1950 à aujourd'hui).

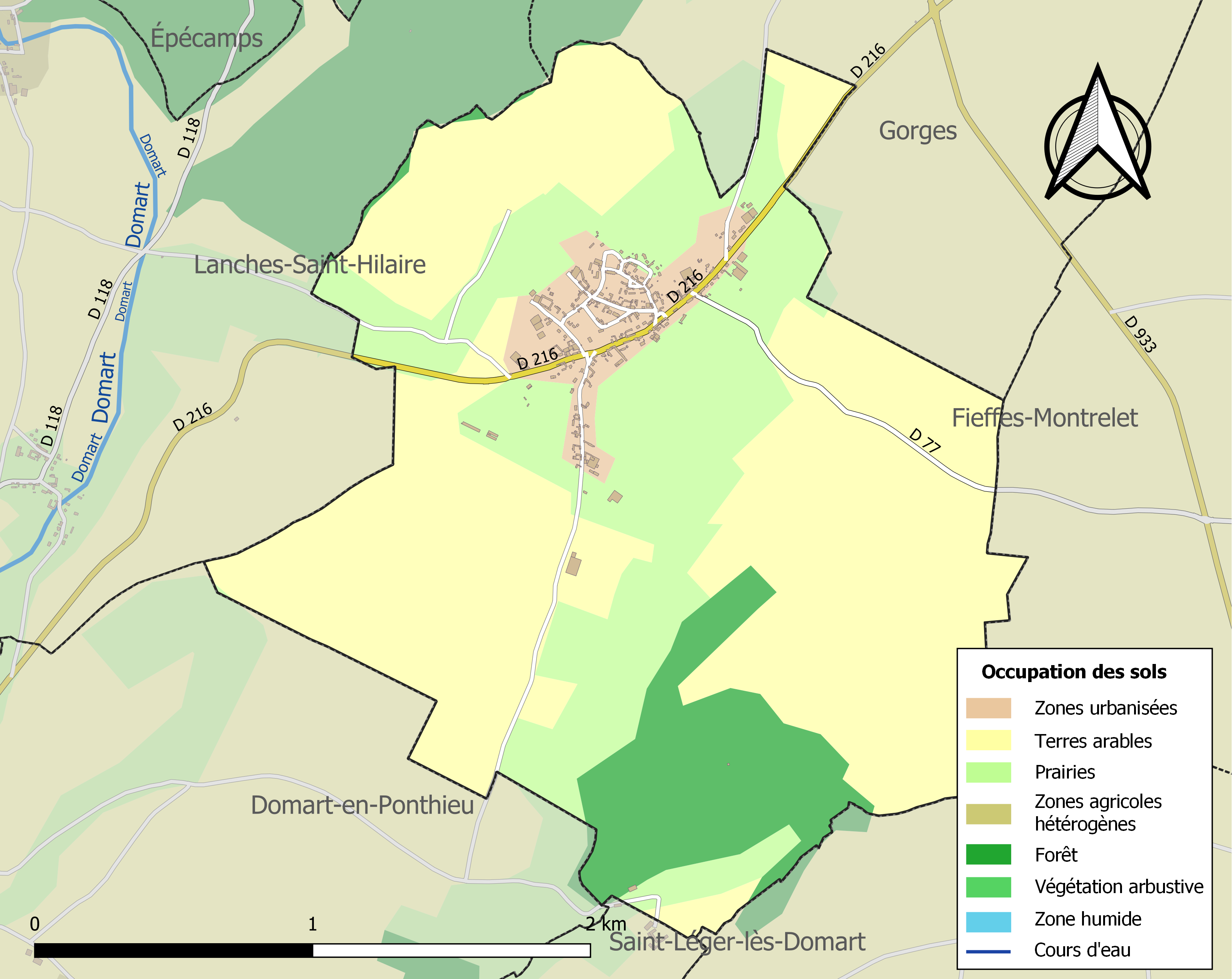
Carte des infrastructures et de l'occupation des sols de la commune en 2018 (CLC).

### Voies de communication et transports
Excentré des axes routiers principaux du secteur, il est néanmoins aisément accessible par le tracé initial de l'ex-route nationale 25 actuelle RD 925.
En 2019, la localité est desservie par les lignes d'autocars (no 24, ligne Doullens - Domart-en-Ponthieu et no 55, Domart-en-Ponthieu - Amiens) du réseau inter-urbain Trans'80, Hauts-de-France, tous les jours sauf le dimanche et les jours fériés

## Toponymie
Le nom de la localité est attesté sous les formes Bernoldiacum (Xe siècle) ; Bernues (1140.) ; Bernuez (1150.) ; Barnoyum (1292.) ; Bernieulles (1387.) ; Berneux (1507.) ; Barnes (1634.) ; Barneu (1638.) ; Brenoeil (1646.) ; Berneu (1648.) ; Bernueil (1657.) ; Barneux (1657.) ; Berneuil (1692.) ; Bernoeuil (1720.) ; Berneiul (1733.) ; Bernoeuille (1750.).
L'origine du nom de Berneuil remonterait à un personnage gaulois Brennus auquel est apposé le suffixe gaulois -ialo, terme de nom de lieu signifiant "espace découvert", "clairière", et qui correspondrait donc à « clairière de Brennus ».

## Histoire
Il ne reste plus rien du château de Berneuil ; il est possible qu'il ait disparu pendant la guerre de Trente Ans. Les sauvages soldats de Jean de Werth et du prince Thomas occupèrent Berneuil les 22 et 23 septembre 1636.
Pendant la Deuxième Guerre mondiale, une base de lancement de V1 est implantée dans la commune par l'occupant nazi. C'est l'une des rares bases non-bombardées par les Alliés. Comme celles de La Chaussée-Tirancourt, Villers-l'Hôpital et Vignacourt, elle entre dans le projet Manhattan et la mission Alsos.

## Politique et administration
| Période                                  | Période                      | Identité        | Étiquette | Qualité                         |
| ---------------------------------------- | ---------------------------- | --------------- | --------- | ------------------------------- |
| Les données manquantes sont à compléter. |                              |                 |           |                                 |
| 1933                                     | 1947                         | André Wimard    |           |                                 |
| 1947                                     | 1961                         | Raymond Brailly |           |                                 |
| 1961                                     | 1965                         | Clovis Brasseur |           |                                 |
| 1965                                     | 2001                         | Yves Leriche    |           |                                 |
| mars 2001                                | En cours (au 8 octobre 2020) | Francis Flahaut |           | Réélu pour le mandat 2014-2020, |

## Démographie
L'évolution du nombre d'habitants est connue à travers les recensements de la population effectués dans la commune depuis 1793. Pour les communes de moins de 10 000 habitants, une enquête de recensement portant sur toute la population est réalisée tous les cinq ans, les populations de référence des années intermédiaires étant quant à elles estimées par interpolation ou extrapolation. Pour la commune, le premier recensement exhaustif entrant dans le cadre du nouveau dispositif a été réalisé en 2007.

En 2022, la commune comptait 274 habitants, en évolution de +6,2 % par rapport à 2016 (Somme : −1,26 %, France hors Mayotte : +2,11 %).
| 1793 | 1800 | 1806 | 1821 | 1831 | 1836 | 1841 | 1846 | 1851 |
| ---- | ---- | ---- | ---- | ---- | ---- | ---- | ---- | ---- |
| 732  | 773  | 814  | 800  | 825  | 858  | 853  | 844  | 879  |

| 1856 | 1861 | 1866 | 1872 | 1876 | 1881 | 1886 | 1891 | 1896 |
| ---- | ---- | ---- | ---- | ---- | ---- | ---- | ---- | ---- |
| 877  | 876  | 885  | 817  | 755  | 669  | 602  | 555  | 548  |

| 1901 | 1906 | 1911 | 1921 | 1926 | 1931 | 1936 | 1946 | 1954 |
| ---- | ---- | ---- | ---- | ---- | ---- | ---- | ---- | ---- |
| 505  | 436  | 406  | 330  | 293  | 295  | 284  | 284  | 276  |

| 1962 | 1968 | 1975 | 1982 | 1990 | 1999 | 2006 | 2007 | 2012 |
| ---- | ---- | ---- | ---- | ---- | ---- | ---- | ---- | ---- |
| 265  | 234  | 250  | 213  | 211  | 214  | 249  | 254  | 262  |

| 2017 | 2022 | - | - | - | - | - | - | - |
| ---- | ---- | - | - | - | - | - | - | - |
| 257  | 274  | - | - | - | - | - | - | - |

Le village de Berneuil comptait 600 habitants en 1698, à la fin du règne de Louis XIV, malgré les ravages de la guerre de Trente Ans. Il dépassait, avant la guerre franco-allemande de 1870, le nombre de 875 habitants. Cependant, il a vu depuis le chiffre de sa population diminuer dans d'inquiétantes proportions, au point qu'il n'était plus que 330 en 1925.

## Culture locale et patrimoine

### Lieux et monuments
- Église Saint-Pierre.
- Chapelle Saint-Pierre du cimetière, couverte en tuile, avec des murs en torchis[28].

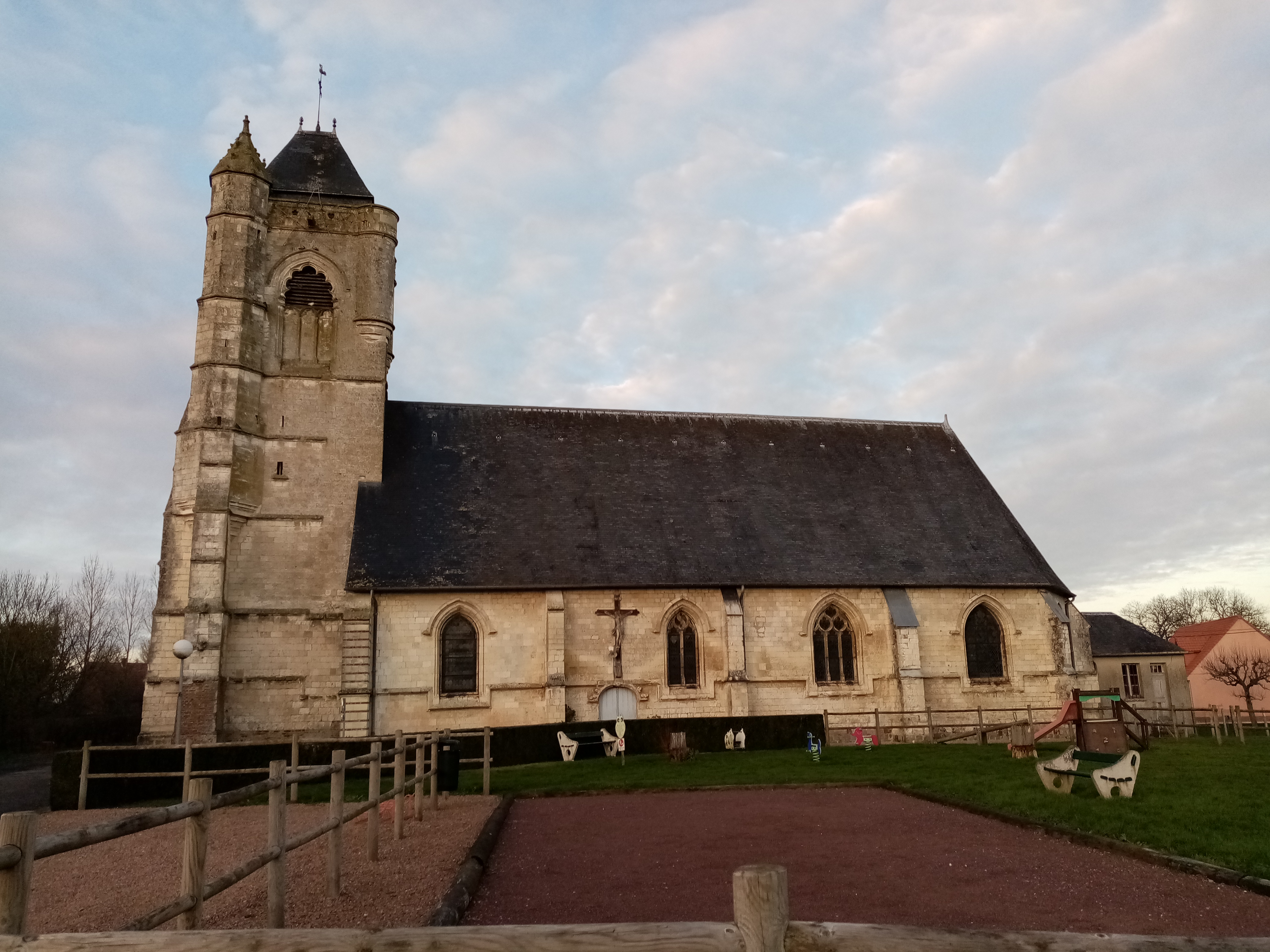
Façade sud de l'église.
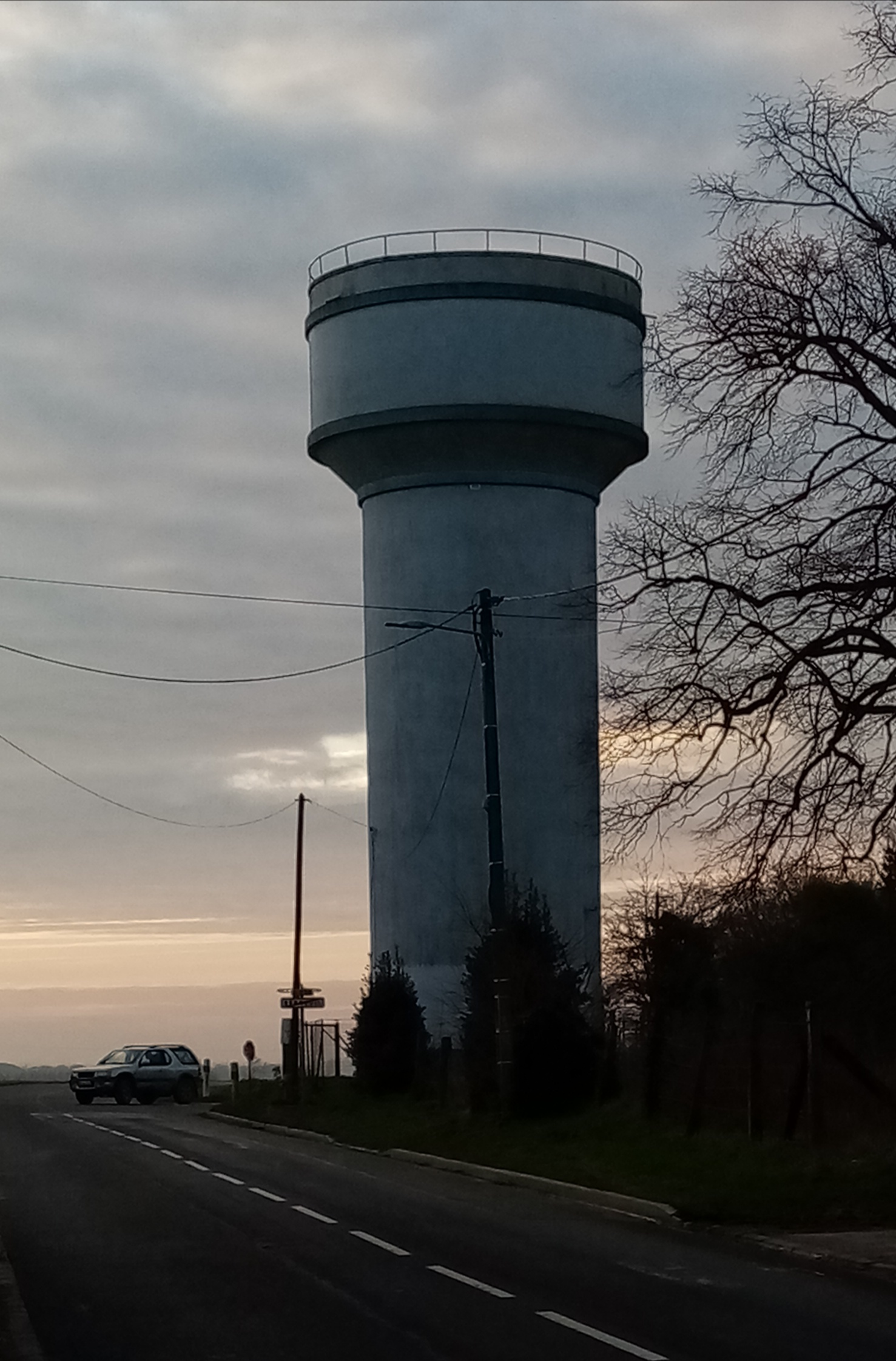
Le château d'eau de Berneuil.
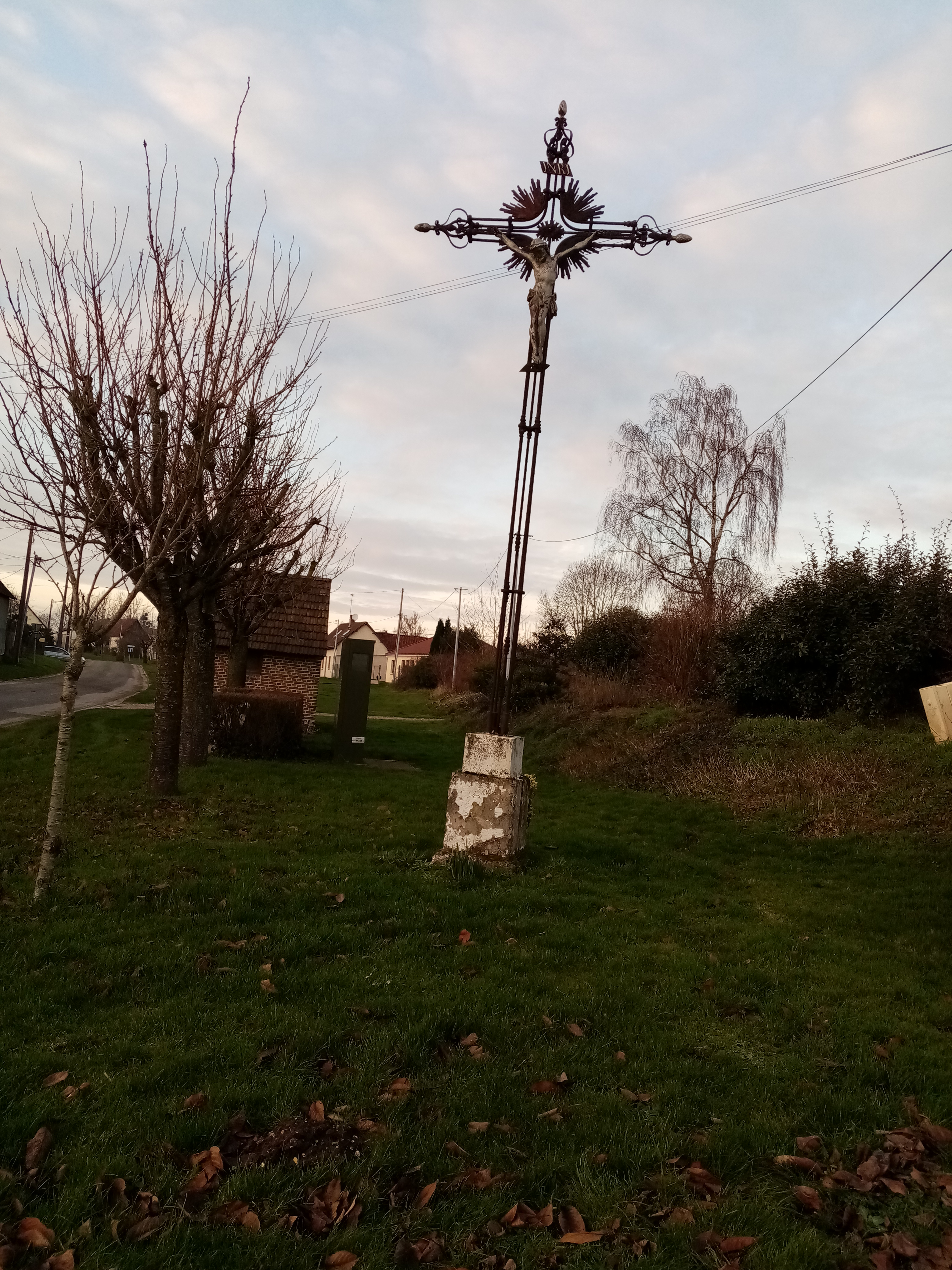
Le calvaire.
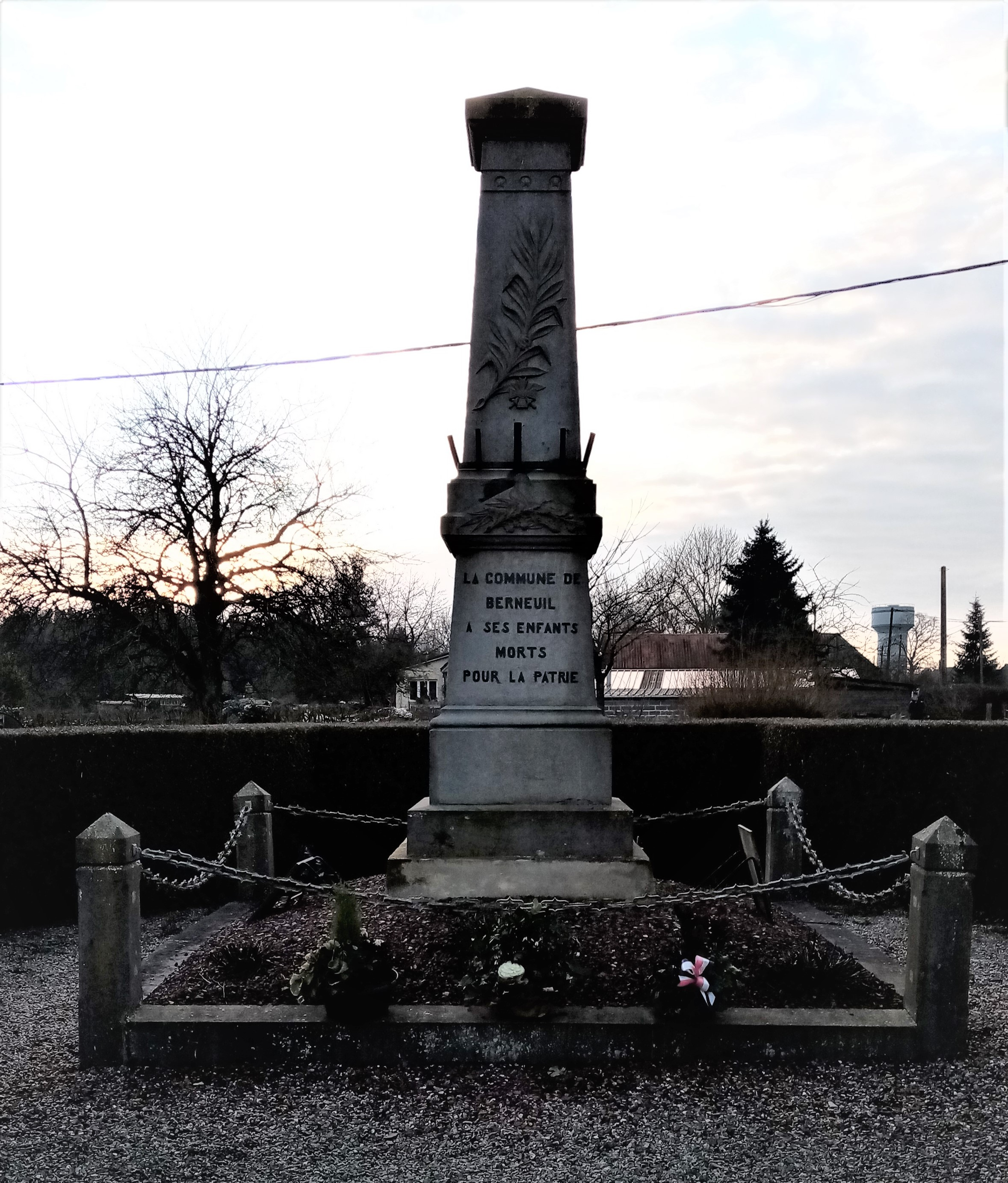
Le monument aux morts.

### Personnalités liées à la commune

#### La seigneurie de Berneuil
Berneuil appartint au VIIe siècle à l'abbaye de Corbie, en vertu d'une donation de Clotaire III. Le premier seigneur de Berneuil, Bernard de Saint-Valery, baron de Domart, non content d'occuper le château fort de Domart, fit construire d'autres château à Berneuil et à Bernaville (autrefois Bernardville), vers l'an 1175. Le comte Jean de Ponthieu faisait, de son côté, fortifier Le Crotoy, en face de Saint-Valery, de sorte qu'il y eut jalousie entre les deux seigneurs qui entrèrent en discorde et commençaient à se faire la guerre quand le roi Louis VII le Jeune interposa son autorité pour apaiser et terminer le différend susceptible d'ensanglanter une partie de la Picardie. Bernard de Saint-Valery et le comte de Ponthieu comparurent en la présence du roi pour justifier de leurs droits respectifs. Le monarque, ne pouvant les accorder, jugea que la querelle serait terminée par un duel ; tel était alors l'usage admis.
Comme Domart, Berneuil et Bernaville relevaient de l'abbaye de Corbie qui avait été propriétaire de toute la région d'après une charte de Clotaire III, du VIIe siècle, l'abbé de Corbie, Hugues de Péronne, demanda que le duel entre les deux seigneurs eut lieu à Corbie.
Jean de Ponthieu et Bernard de Saint-Valery, seigneur de Domart, Berneuil et Bernaville, comparurent au jour qui leur fut assigné, accompagnés tous deux d'un grand nombre de seigneurs de leurs amis. Mais, avant qu'ils ne descendissent au champ clos où devait avoir lieu le duel, des amis communs s'interposèrent et firent tant par leurs sollicitations qu'ils réconcilièrent les deux antagonistes.

#### La famille Carpentin
La seigneurie de Berneuil passa successivement aux seigneurs barons de Domart, appartenant aux familles de Saint-Valery, de Dreux et de Craon.
Il résultat de ce qui précède que les seigneurs de Berneuil qui succédèrent à Henri Carpentin, restèrent les vassaux des barons de Domart jusqu'à l'époque où un seigneur de Berneuil fut assez riche pour faire l'acquisition de la baronnie de Domart, au XVIIIe siècle.
Jean Carpentin, dit Galois, succéda à Henri Carpentin et fut seigneur de Berneuil de 1461 à 1499.
Jean Carpentin, dit Galyot, seigneur de Berneuil de 1499 à 1540, habitait aussi Abbeville, où il fut choisi comme maïeur de cette ville.
Phillibert Carpentin, seigneur de Berneuil de 1540 à 1543, lieutenant général de la sénéchaussée de Ponthieu, fut maïeur d'Abbeville comme le précédent.

#### La famille Le Fournier de Wargemont
La seigneurie de Berneuil passa à la famille Le Fournier de Wargemont, par suite du mariage de Jeanne Carpentin, dame de Berneuil, avec François Le Fournier de Wargemont.
Antoine Le Fournier de Wargemont, seigneur de Wargemont et de Berneuil, fils de Jeanne Carpentin, dame de Berneuil et de François Le Fournier de Wargemont, épousa Marie de Boubers, dame de Ribeaucourt ; il fut seigneur de Berneuil de 1594 à 1628.
Aymar Le Fournier de Wargemont, seigneur de Wargemont, Graincourt, Berneuil et Ribeaucourt, fils d'Antoine Le Fournier de Wargemont et de Marie de Boubers, épousa le 11 février 1628 Madeleine du Gard ; il fut seigneur de Berneuil de 1628 à 1663.
François Le Fournier de Wargemont, seigneur de Wargemont, Berneuil et Ribeaucourt de 1663 à 1698.
François-Bernard Le Fournier de Wargemont, seigneur de Berneuil et de Ribeaucourt de 1698 à 1723, chevalier.
Joseph-François Le Fournier, marquis de Wargemont, seigneur de Berneuil et de Ribeaucourt, de 1733 à 1743 fut, de plus, baron de Domart car il acheta la baronnie, le 26 août 1741, à Nicolas de Neuville, duc de Villeroy, lieutenant général des armées, pour la somme de 225 000 livres.
François-Louis-Gabriel Le Fournier, marquis de Wargemont, baron de Domart, seigneur de Berneuil et de Ribeaucourt, de 1743 à 1773, était maréchal de camp, c'est-à-dire général de brigade ; il commanda les gendarmes de la garde et fut chevalier de Saint-Louis.
Albert-Louis-Aymar Le Fournier, comte de Wargemont, baron de Domart, seigneur de Berneuil, de 1773 à 1789, maréchal de camp ; il commandait pour le roi dans la Haute-Normandie, il était chevalier de Saint-Louis et commandeur de l'ordre de Saint-Lazare

## Pour approfondir